# Rally del Portogallo 2018
Il Rally del Portogallo 2018, ufficialmente denominato 52º Vodafone Rally de Portugal, è stata la sesta prova del campionato del mondo rally 2018 nonché la cinquantaduesima edizione del Rally del Portogallo e la trentottesima con valenza mondiale. La manifestazione si è svolta dal 17 al 20 maggio sugli sterrati che attraversano i territori della Região Norte, nella parte settentrionale del Portogallo.
L'evento è stato vinto dal belga Thierry Neuville, navigato dal connazionale Nicolas Gilsoul, al volante di una Hyundai i20 Coupe WRC della squadra Hyundai Shell Mobis WRT, davanti alla coppia britannica formata da Elfyn Evans e Daniel Barritt, su Ford Fiesta WRC della scuderia M-Sport Ford WRT e a quella finlandese composta da Teemu Suninen e Mikko Markkula, anch'essi su Ford Fiesta WRC.

## Itinerario
La manifestazione si disputò interamente nella Região Norte, articolandosi in 20 prove speciali distribuite in quattro giorni per un totale di 358,19 km cronometrati. La sede del rally fu come di consueto la cittadina di Matosinhos, nel Distretto di Porto, dove venne allestito anche il parco assistenza per tutti i concorrenti e la cerimonia finale di premiazione. L'itinerario dell'edizione 2018 fu pressoché identico a quello utilizzato in quella del 2017.
Il rally ebbe inizio giovedì 17 maggio con la prova super speciale di Lousada, nel circuito di 3,36 km dove annualmente si disputa anche la gara internazionale di rallycross.

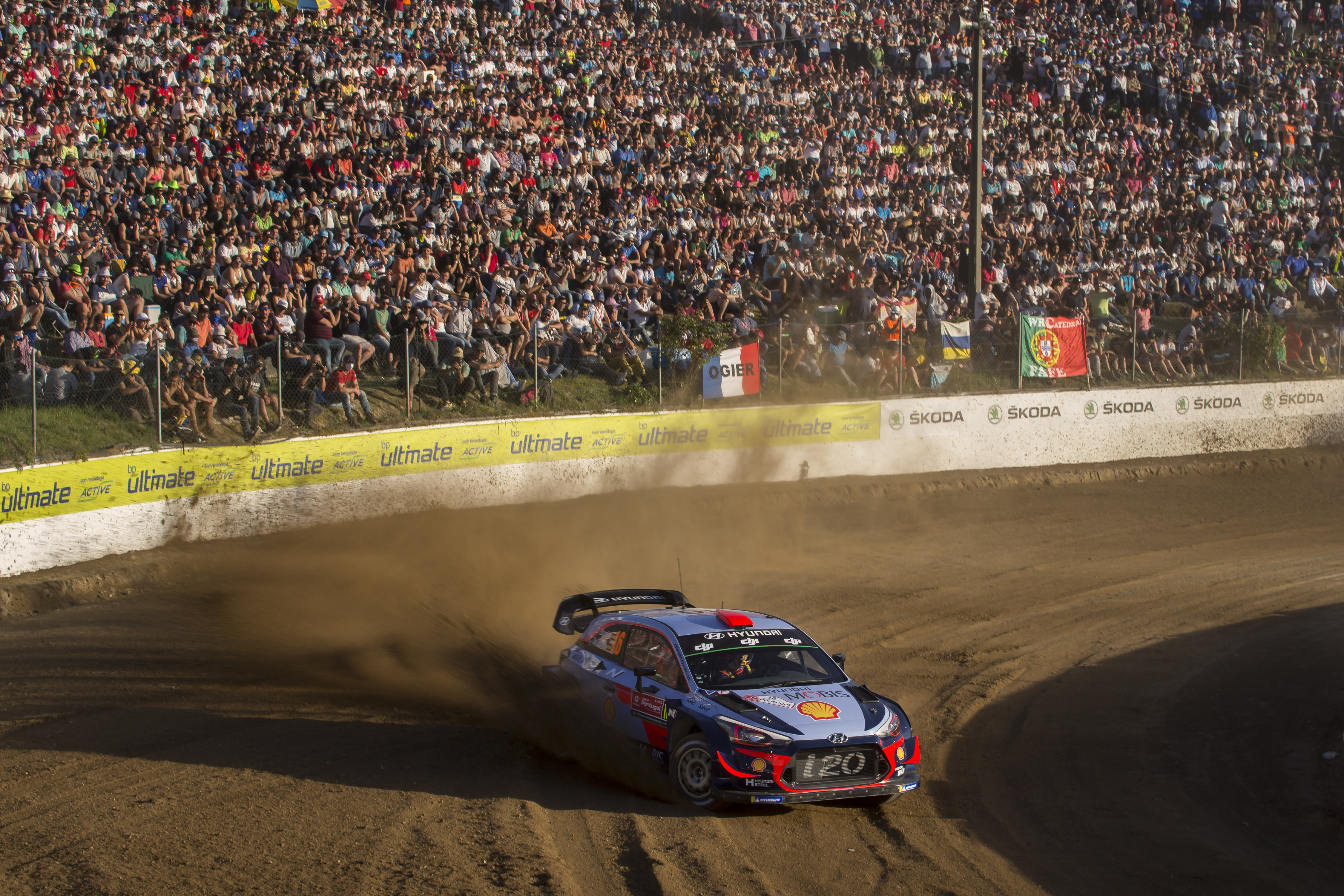
Dani Sordo durante la prova super speciale di Lousada

La seconda frazione, tenutasi venerdì 18 maggio, si articolava in due classiche sezioni di tre prove ciascuna, da corrersi prima al mattino e ripetersi poi al pomeriggio, lungo gli sterrati del distretto di Viana do Castelo, nell'estremo nord del paese vicino al confine con la Spagna. Come nell'edizione precedente si sono toccate le località di Viana do Castelo, Caminha e Ponte de Lima per poi terminare la giornata con le due inedite prove speciali su asfalto svoltesi nel centro della città di Porto.
Sabato 19 maggio si disputò la terza frazione, la più lunga del rally con 154,64 km cronometrati, esattamente identica a quella disputatasi nel 2017. Si gareggiò sia nel distretto di Braga che in quello di Porto con sei prove, tre corse al mattino e ripetute poi al pomeriggio, le quali toccarono i territori di Vieira do Minho, Cabeceiras de Basto e Amarante, quest'ultima sede dell'omonima prova speciale, anche quest'anno la più lunga del rally con i suoi 37,60 km.
Nella giornata finale di domenica 20 maggio si disputarono cinque prove lungo le strade attorno a Fafe, nel distretto di Braga, di cui due ripetute per due volte: Montim (a sud-est di Fafe) e l'iconica Fafe, sede del famoso salto situato nei pressi del traguardo, valida anche come power stage nel secondo passaggio. Tra le suddette speciali si disputò anche quella di Luílhas, a nord-est di Fafe.

## Resoconto

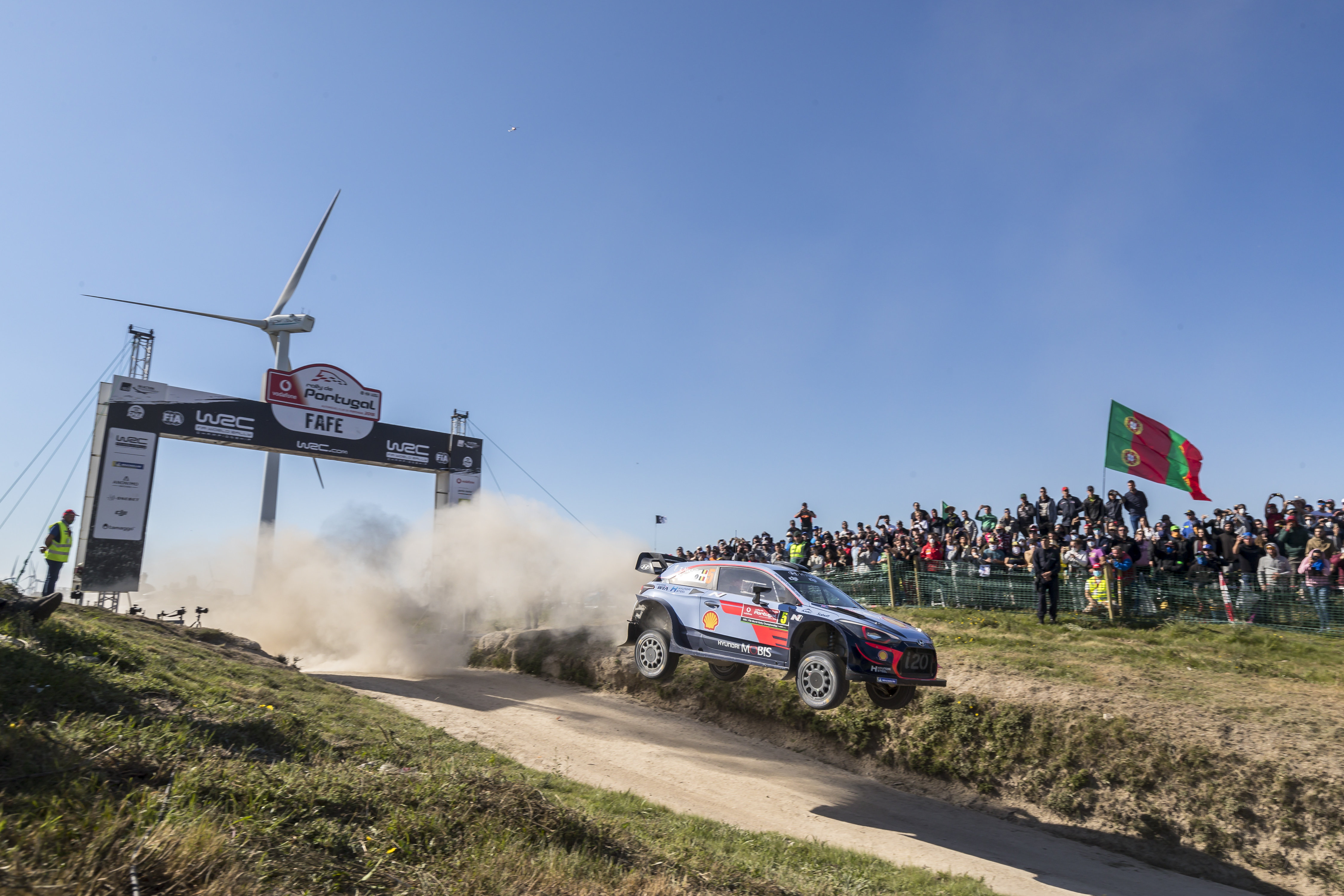
Thierry Neuville durante il salto di Fafe, nella seconda speciale della domenica

Thierry Neuville centrò la sua ottava vittoria in carriera, la seconda del 2018, balzando in testa al rally nel pomeriggio del venerdì per poi gestire la corsa amministrando le gomme durante la mattinata del sabato e attaccando nelle speciali più lunghe, strategia che gli permise di consolidare il vantaggio sino al termine sul gallese Elfyn Evans, giunto alle spalle del pilota belga con circa 40 secondi di ritardo e autore di una prova convincente rispetto alle deludenti prestazioni delle gare precedenti, conservando sin dal venerdì il secondo posto senza perdere ulteriore terreno dal vincitore. Al terzo posto si è piazzato il giovane finlandese Teemu Suninen, al suo primo podio in carriera, staccato di ulteriori sette secondi dal compagno di squadra della scuderia M-Sport Ford, e guadagnando la terza posizione nell'ultima giornata dopo una strenua lotta ingaggiata durante tutto il week-end con lo spagnolo della Hyundai Dani Sordo, che ha guidato la corsa durante la prima sezione del venerdì, e con il connazionale della Toyota Esapekka Lappi, giunti rispettivamente quarto e quinto con un distacco di 7 e 14 secondi dal podio.
Al sesto posto il norvegese Mads Østberg, alla sua prima gara su sterrato con la Citroën C3 WRC, il quale ha preceduto il compagno di squadra Craig Breen, settimo classificato e certamente non fortunato nell'ordine di partenza, avendo aperto la strada in tutte le speciali del sabato e della domenica. A chiudere la top ten tre equipaggi alla guida di vetture in lizza per il campionato WRC-2, con lo svedese Pontus Tidemand ottavo con la Škoda Fabia R5 della scuderia ufficiale Škoda Motorsport, davanti al polacco Łukasz Pieniążek, nono anch'egli su Škoda Fabia R5, e al francese Stéphane Lefebvre, decimo con la nuova Citroën C3 R5 del team ufficiale Citroën.

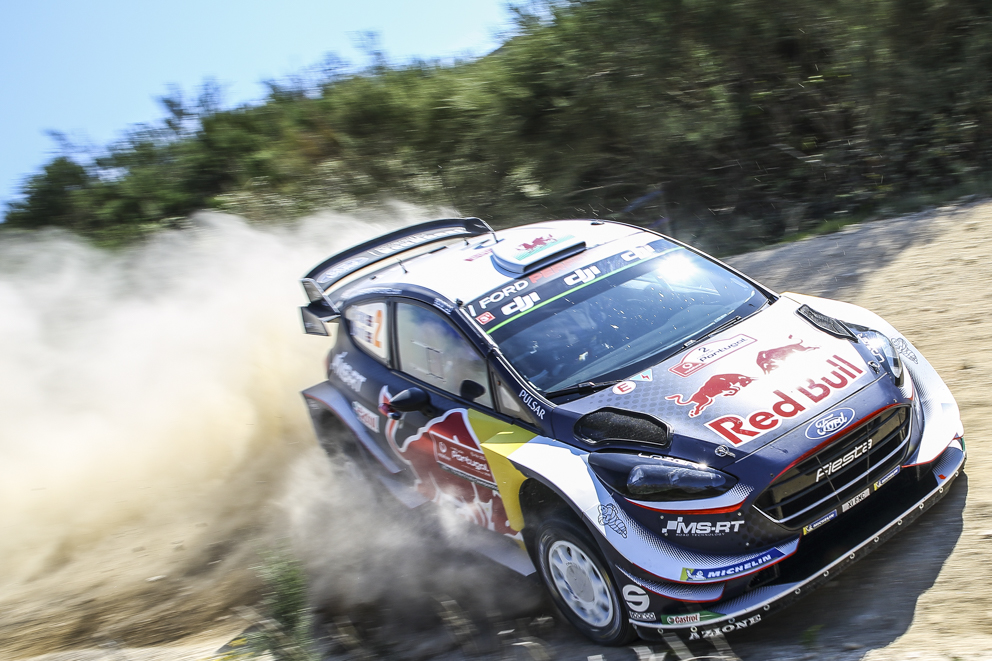
Elfyn Evans, secondo classificato, in azione durante la prova di Cabeceiras de Basto

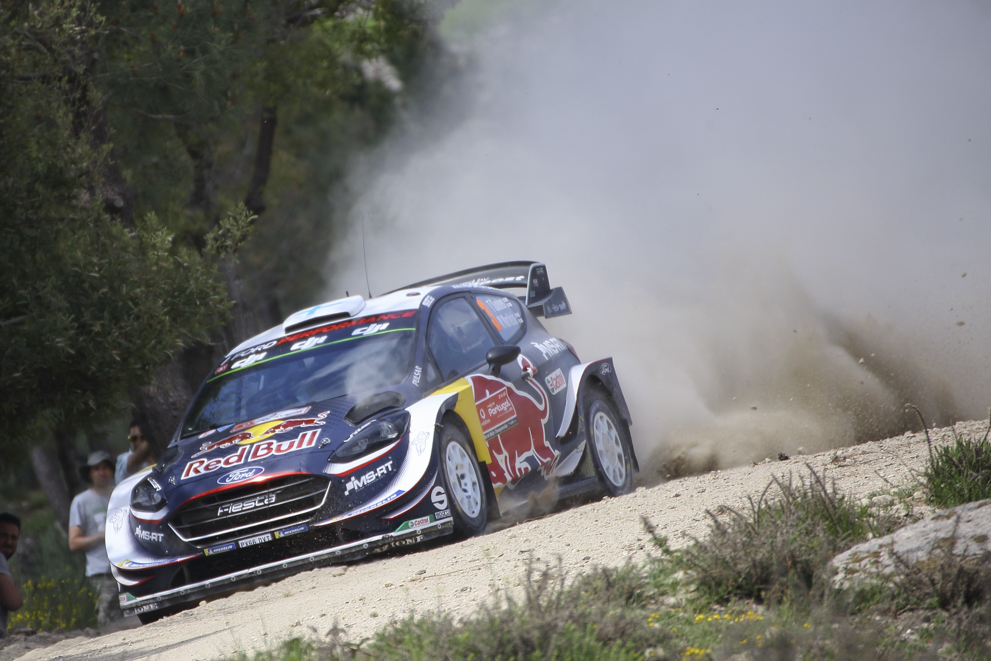
Teemu Suninen, al primo podio in carriera, durante la speciale di Vieira do Minho

Il momento chiave del rally è stato il ritiro del leader della classifica iridata Sébastien Ogier, che ha dovuto abbandonare la competizione durante la quinta prova speciale, quella di Viana do Castelo, per via della rottura di un braccetto dello sterzo, causata dall'urto contro la radice di un albero a bordo strada; ripartiti il giorno successivo con la regola del rally 2, i francesi hanno poi preferito ritirarsi al termine dell'ultima prova speciale, la power stage Fafe, non essendo riusciti a conquistare punti nella stessa. Da segnalare anche il ritiro del terzo in classifica generale, l'estone Ott Tänak, il quale ha danneggiato il sistema di raffreddamento della sua Toyota Yaris WRC urtando una roccia durante la prima speciale del venerdì. Il neozelandese Hayden Paddon, al rientro dopo il rally di Svezia, è invece incorso in un incidente nella settima prova mentre era in testa alla gara, danneggiando irreparabilmente l'avantreno della sua Hyundai i20 Coupe WRC; il portacolori della Hyundai è stato inoltre condotto in ospedale per precauzione in quanto accusava dei dolori alla schiena ma fortunatamente non vi sono state conseguenze. Ennesimo abbandono per Kris Meeke, prima guida Citroën, autore di un lungo in una curva durante la PS12 e finito tra gli alberi dopo alcuni cappottamenti. Anche il week-end di Jari-Matti Latvala (Toyota) non è stato esente da problemi, l'esperto finlandese ha infatti urtato una roccia al venerdì, rompendo la sospensione anteriore sinistra e ritirandosi dalla giornata; ripartito il giorno successivo con la regola del rally 2, ha poi concluso la gara al ventiquattresimo posto. Andreas Mikkelsen (Hyundai), è stato invece fermato al venerdì da noie meccaniche al motore e al servosterzo, non riuscendo ad andare oltre il sedicesimo posto finale.
A causa dell'abbandono di Ogier e Ingrassia, la coppia Neuville/Gilsoul si portò al comando delle classifiche piloti e copiloti con 119 punti, sopravanzando i campioni del mondo in carica per 19 lunghezze; Tänak e Järveoja, nonostante il ritiro, mantennero la terza posizione con 72 punti, davanti a Sordo/del Barrio e Lappi/Ferm, rispettivamente a quota 60 e 55 punti. Tra i costruttori la classifica rimase sostanzialmente invariata nei distacchi, con Hyundai prima a 175 punti e M-Sport Ford staccata di 13 lunghezze, dopo aver recuperato due punti per via del doppio podio conquistato; persero invece terreno la scuderia Toyota, a quota 140 punti e staccata ora di 22 dal secondo posto, e la squadra Citroën, a chiudere la graduatoria con 111 e a 29 lunghezze dal team giapponese.

## Risultati

### Classifica
| Pos.       | Nº       | Pilota                   | Co-pilota           | Auto                  | Squadra                     | Classe      | Tempo     | Distacco | Punti    |
| Generale   | Generale | Generale                 | Generale            | Generale              | Generale                    | Generale    | Generale  | Generale | Generale |
| ---------- | -------- | ------------------------ | ------------------- | --------------------- | --------------------------- | ----------- | --------- | -------- | -------- |
| 1.         | 5        | Thierry Neuville         | Nicolas Gilsoul     | Hyundai i20 Coupe WRC | Hyundai Shell Mobis WRT     | WRC         | 3h49'46"6 |          | 29       |
| 2.         | 2        | Elfyn Evans              | Daniel Barritt      | Ford Fiesta WRC       | M-Sport Ford WRT            | WRC         | 3h50'26"6 | +40"0    | 19       |
| 3.         | 3        | Teemu Suninen            | Mikko Markkula      | Ford Fiesta WRC       | M-Sport Ford WRT            | WRC         | 3h50'33"9 | +47"3    | 17       |
| 4.         | 16       | Dani Sordo               | Carlos del Barrio   | Hyundai i20 Coupe WRC | Hyundai Shell Mobis WRT     | WRC         | 3h50'47"5 | +1'00"9  | 15       |
| 5.         | 9        | Esapekka Lappi           | Janne Ferm          | Toyota Yaris WRC      | Toyota Gazoo Racing WRT     | WRC         | 3h50'51"3 | +1'04"7  | 15       |
| 6.         | 12       | Mads Østberg             | Torstein Eriksen    | Citroën C3 WRC        | Citroën Total Abu Dhabi WRT | WRC         | 3h53'20"1 | +3'33"5  | 8        |
| 7.         | 11       | Craig Breen              | Scott Martin        | Citroën C3 WRC        | Citroën Total Abu Dhabi WRT | WRC         | 3h55'09"6 | +5'23"0  | 6        |
| 8.         | 31       | Pontus Tidemand          | Jonas Andersson     | Škoda Fabia R5        | Škoda Motorsport            | RC2 / WRC-2 | 4h03'57"4 | +14'10"8 | 4        |
| 9.         | 37       | Łukasz Pieniążek         | Przemysław Mazur    | Škoda Fabia R5        | Printsport Oy               | RC2 / WRC-2 | 4h06'03"9 | +16'17"3 | 2        |
| 10.        | 42       | Stéphane Lefebvre        | Gabin Moreau        | Citroën C3 R5         | Citroën Total Rallye Team   | RC2 / WRC-2 | 4h06'20"9 | +16'34"3 | 1        |
| WRC-2      |          |                          |                     |                       |                             |             |           |          |          |
| 1. (8.)    | 31       | Pontus Tidemand          | Jonas Andersson     | Škoda Fabia R5        | Škoda Motorsport            | RC2 / WRC-2 | 4h03'57"4 |          | 25       |
| 2. (9.)    | 37       | Łukasz Pieniążek         | Przemysław Mazur    | Škoda Fabia R5        | Printsport Oy               | RC2 / WRC-2 | 4h06'03"9 | +2'06"5  | 18       |
| 3. (10.)   | 42       | Stéphane Lefebvre        | Gabin Moreau        | Citroën C3 R5         | Citroën Total Rallye Team   | RC2 / WRC-2 | 4h06'20"9 | +2'23"5  | 15       |
| 4. (11.)   | 39       | Pierre-Louis Loubet      | Vincent Landais     | Hyundai i20 R5        | BRC Racing Team             | RC2 / WRC-2 | 4h07'07"9 | +3'10"5  | 12       |
| 5. (12.)   | 40       | Hiroki Arai              | Glenn Macneall      | Ford Fiesta R5        | Tommi Mäkinen Racing        | RC2 / WRC-2 | 4h09'29"0 | +5'31"6  | 10       |
| 6. (13.)   | 43       | Juuso Nordgren           | Tapio Suominen      | Škoda Fabia R5        | Škoda Motorsport            | RC2 / WRC-2 | 4h09'38"5 | +5'41"1  | 8        |
| 7. (15.)   | 47       | Benito Guerra            | Borja Rozada        | Škoda Fabia R5        | Motorsport Italia           | RC2 / WRC-2 | 4h13'01"9 | +9'04"5  | 6        |
| 8. (18.)   | 32       | Gus Greensmith           | Craig Parry         | Ford Fiesta R5        | -                           | RC2 / WRC-2 | 4h16'02"0 | +12'04"6 | 4        |
| 9. (19.)   | 38       | Nil Solans               | Miquel Ibáñez Sotos | Ford Fiesta R5        | -                           | RC2 / WRC-2 | 4h17'11"1 | +13'13"7 | 2        |
| 10. (20.)  | 33       | Pedro Heller             | Pablo Olmos         | Ford Fiesta R5        | -                           | RC2 / WRC-2 | 4h18'43"0 | +14'45"6 | 1        |
| WRC-3      |          |                          |                     |                       |                             |             |           |          |          |
| 1. (21.)   | 61       | Dennis Rådström          | Johan Johansson     | Ford Fiesta R2T       | -                           | RC4 / WRC-3 | 4h26'51"2 |          | 25       |
| 2. (27.)   | 73       | Enrico Oldrati           | Danilo Fappani      | Ford Fiesta R2T       | ACI Team Italia             | RC4 / WRC-3 | 4h41'49"0 | +14'57"8 | 18       |
| 3. (28.)   | 71       | David Holder             | Jason Farmer        | Ford Fiesta R2T       | Holder Brothers Racing      | RC4 / WRC-3 | 4h44'18"5 | +17'23"3 | 15       |
| 4. (32.)   | 70       | Bugra Banaz              | Burak Erdener       | Ford Fiesta R2T       | Castrol Ford Team Türkiye   | RC4 / WRC-3 | 4h51'49"9 | +24'58"7 | 12       |
| 5. (34.)   | 63       | Emil Bergkvist           | Joakim Sjöberg      | Ford Fiesta R2T       | -                           | RC4 / WRC-3 | 4h54'01"3 | +27'10"1 | 10       |
| 6. (35.)   | 68       | Luca Bottarelli          | Manuel Fenoli       | Ford Fiesta R2T       | ACI Team Italia             | RC4 / WRC-3 | 4h54'34"1 | +27'42"9 | 8        |
| 7. (39.)   | 72       | Tom Williams             | Phil Hall           | Ford Fiesta R2T       | -                           | RC4 / WRC-3 | 5h10'33"9 | +43'42"7 | 6        |
| 8. (41.)   | 74       | Umberto Accornero        | Maurizio Barone     | Ford Fiesta R2T       | -                           | RC4 / WRC-3 | 5h16'43"4 | +49'54"2 | 4        |
| 9. (42.)   | 62       | Jean-Baptiste Franceschi | Romain Courbon      | Ford Fiesta R2T       | Équipe de France FFSA       | RC4 / WRC-3 | 5h17'01"6 | +50'10"4 | 2        |
| 10. (43.)  | 66       | Julius Tannert           | Jürgen Heigl        | Ford Fiesta R2T       | ADAC Sachsen                | RC4 / WRC-3 | 5h23'43"4 | +58'52"2 | 1        |
| Junior WRC |          |                          |                     |                       |                             |             |           |          |          |
| 1. (21.)   | 61       | Dennis Rådström          | Johan Johansson     | Ford Fiesta R2T       | -                           | RC4 / JWRC  | 4h26'51"2 |          | 28       |
| 2. (27.)   | 73       | Enrico Oldrati           | Danilo Fappani      | Ford Fiesta R2T       | ACI Team Italia             | RC4 / JWRC  | 4h41'49"0 | +14'57"8 | 18       |
| 3. (28.)   | 71       | David Holder             | Jason Farmer        | Ford Fiesta R2T       | Holder Brothers Racing      | RC4 / JWRC  | 4h44'18"5 | +17'23"3 | 15       |
| 4. (32.)   | 70       | Bugra Banaz              | Burak Erdener       | Ford Fiesta R2T       | Castrol Ford Team Türkiye   | RC4 / JWRC  | 4h51'49"9 | +24'58"7 | 12       |
| 5. (34.)   | 63       | Emil Bergkvist           | Joakim Sjöberg      | Ford Fiesta R2T       | -                           | RC4 / JWRC  | 4h54'01"3 | +27'10"1 | 19       |
| 6. (35.)   | 68       | Luca Bottarelli          | Manuel Fenoli       | Ford Fiesta R2T       | ACI Team Italia             | RC4 / JWRC  | 4h54'34"1 | +27'42"9 | 9        |
| 7. (39.)   | 72       | Tom Williams             | Phil Hall           | Ford Fiesta R2T       | -                           | RC4 / JWRC  | 5h10'33"9 | +43'42"7 | 6        |
| 8. (41.)   | 74       | Umberto Accornero        | Maurizio Barone     | Ford Fiesta R2T       | -                           | RC4 / JWRC  | 5h16'43"4 | +49'54"2 | 4        |
| 9. (42.)   | 62       | Jean-Baptiste Franceschi | Romain Courbon      | Ford Fiesta R2T       | Équipe de France FFSA       | RC4 / JWRC  | 5h17'01"6 | +50'10"4 | 2        |
| 10. (43.)  | 66       | Julius Tannert           | Jürgen Heigl        | Ford Fiesta R2T       | ADAC Sachsen                | RC4 / JWRC  | 5h23'43"4 | +58'52"2 | 2        |
| Rit.       | 67       | Ken Torn                 | Kuldar Sikk         | Ford Fiesta R2T       | OT Racing                   | RC4 / JWRC  | -         | -        | 3        |

| Principali ritiri | Principali ritiri | Principali ritiri | Principali ritiri  | Principali ritiri     | Principali ritiri           | Principali ritiri | Principali ritiri | Principali ritiri |
| PS                | Nº                | Pilota            | Copilota           | Auto                  | Squadra                     | Classe            | Causa             | Pos.              |
| ----------------- | ----------------- | ----------------- | ------------------ | --------------------- | --------------------------- | ----------------- | ----------------- | ----------------- |
| PS 2              | 8                 | Ott Tänak         | Martin Järveoja    | Toyota Yaris WRC      | Toyota Gazoo Racing WRT     | WRC               | Rottura meccanica | 1º                |
| PS 7              | 6                 | Hayden Paddon     | Sebastian Marshall | Hyundai i20 Coupe WRC | Hyundai Shell Mobis WRT     | WRC               | Incidente         | 1º                |
| PS 12             | 10                | Kris Meeke        | Paul Nagle         | Citroën C3 WRC        | Citroën Total Abu Dhabi WRT | WRC               | Incidente         | 7º                |
| PS 20             | 1                 | Sébastien Ogier   | Julien Ingrassia   | Ford Fiesta WRC       | M-Sport Ford WRT            | WRC               | Ritiro volontario | 21º               |

Legenda
| Icona | Note                                                                                 |
| ----- | ------------------------------------------------------------------------------------ |
| WRC   | Equipaggio di classe WRC che può conquistare punti per il campionato costruttori     |
| WRC   | Equipaggio di classe WRC che non può conquistare punti per il campionato costruttori |
| WRC-2 | Equipaggio registrato al campionato WRC-2                                            |
| WRC-3 | Equipaggio registrato al campionato WRC-3                                            |
| JWRC  | Equipaggio registrato al campionato Junior WRC                                       |
|       | Ulteriori classificazioni                                                            |

### Prove speciali
| Frazione            | Prova | Ora   | Nome                  | Lunghezza | Vincitori                         | Tempo   | Leader del rally                 |
| ------------------- | ----- | ----- | --------------------- | --------- | --------------------------------- | ------- | -------------------------------- |
| Frazione 1 (17 Mag) | PS1   | 19:03 | SSS Lousada           | 3,36 km   | Ott Tänak Martin Järveoja         | 2'34"3  | Ott Tänak Martin Järveoja        |
| Frazione 2 (18 Mag) | PS2   | 09:15 | Viana do Castelo 1    | 26,73 km  | Hayden Paddon Sebastian Marshall  | 15'29"3 | Hayden Paddon Sebastian Marshall |
| Frazione 2 (18 Mag) | PS3   | 10:20 | Caminha 1             | 18,11 km  | Kris Meeke Paul Nagle             | 10'35"1 | Kris Meeke Paul Nagle            |
| Frazione 2 (18 Mag) | PS4   | 10:53 | Ponte de Lima 1       | 27,54 km  | Dani Sordo Carlos del Barrio      | 19'15"5 | Dani Sordo Carlos del Barrio     |
| Frazione 2 (18 Mag) | PS5   | 15:25 | Viana do Castelo 2    | 26,73 km  | Kris Meeke Paul Nagle             | 15'31"4 | Kris Meeke Paul Nagle            |
| Frazione 2 (18 Mag) | PS6   | 16:30 | Caminha 2             | 18,11 km  | Hayden Paddon Sebastian Marshall  | 10'35"5 | Hayden Paddon Sebastian Marshall |
| Frazione 2 (18 Mag) | PS7   | 17:03 | Ponte de Lima 2       | 27,54 km  | Thierry Neuville Nicolas Gilsoul  | 19'24"7 | Thierry Neuville Nicolas Gilsoul |
| Frazione 2 (18 Mag) | PS8   | 19:03 | Porto Street Stage 1  | 1,95 km   | Thierry Neuville Nicolas Gilsoul  | 1'48"7  | Thierry Neuville Nicolas Gilsoul |
| Frazione 2 (18 Mag) | PS9   | 19:28 | Porto Street Stage 2  | 1,95 km   | Thierry Neuville Nicolas Gilsoul  | 1'46"8  | Thierry Neuville Nicolas Gilsoul |
| Frazione 3 (19 Mag) | PS10  | 09:08 | Vieira do Minho 1     | 17,50 km  | Jari-Matti Latvala Miikka Anttila | 10'52"2 | Thierry Neuville Nicolas Gilsoul |
| Frazione 3 (19 Mag) | PS11  | 09:46 | Cabeceiras de Basto 1 | 22,22 km  | Elfyn Evans Daniel Barritt        | 13'35"0 | Thierry Neuville Nicolas Gilsoul |
| Frazione 3 (19 Mag) | PS12  | 11:05 | Amarante 1            | 37,60 km  | Thierry Neuville Nicolas Gilsoul  | 24'56"8 | Thierry Neuville Nicolas Gilsoul |
| Frazione 3 (19 Mag) | PS13  | 15:08 | Vieira do Minho 2     | 17,50 km  | Elfyn Evans Daniel Barritt        | 10'48"6 | Thierry Neuville Nicolas Gilsoul |
| Frazione 3 (19 Mag) | PS14  | 15:46 | Cabeceiras de Basto 2 | 22,22 km  | Jari-Matti Latvala Miikka Anttila | 13'41"3 | Thierry Neuville Nicolas Gilsoul |
| Frazione 3 (19 Mag) | PS15  | 17:05 | Amarante 2            | 37,60 km  | Sébastien Ogier Julien Ingrassia  | 24'47"7 | Thierry Neuville Nicolas Gilsoul |
| Frazione 4 (20 Mag) | PS16  | 08:35 | Montim 1              | 8,64 km   | Esapekka Lappi Janne Ferm         | 5'47"4  | Thierry Neuville Nicolas Gilsoul |
| Frazione 4 (20 Mag) | PS17  | 09:08 | Fafe 1                | 11,18 km  | Sébastien Ogier Julien Ingrassia  | 6'40"7  | Thierry Neuville Nicolas Gilsoul |
| Frazione 4 (20 Mag) | PS18  | 09:36 | Luílhas               | 11,89 km  | Jari-Matti Latvala Miikka Anttila | 8'09"2  | Thierry Neuville Nicolas Gilsoul |
| Frazione 4 (20 Mag) | PS19  | 10:35 | Montim 2              | 8,64 km   | Teemu Suninen Mikko Markkula      | 5'41"3  | Thierry Neuville Nicolas Gilsoul |
| Frazione 4 (20 Mag) | PS20  | 12:18 | Fafe 2 (power stage)  | 11,18 km  | Esapekka Lappi Janne Ferm         | 6'33"2  | Thierry Neuville Nicolas Gilsoul |

### Power stage
PS20: Fafe 2 di 11,18 km, disputatasi domenica 20 maggio 2018 alle ore 12:18 (UTC+0).
| Pos. | No. | Pilota           | Co-pilota         | Auto                  | Classe | Tempo  | Distacco | Punti |
| ---- | --- | ---------------- | ----------------- | --------------------- | ------ | ------ | -------- | ----- |
| 1    | 9   | Esapekka Lappi   | Janne Ferm        | Toyota Yaris WRC      | WRC    | 6'33"2 |          | 5     |
| 2    | 5   | Thierry Neuville | Nicolas Gilsoul   | Hyundai i20 Coupe WRC | WRC    | 6'35"1 | +1"9     | 4     |
| 3    | 16  | Dani Sordo       | Carlos del Barrio | Hyundai i20 Coupe WRC | WRC    | 6'35"3 | +2"1     | 3     |
| 4    | 3   | Teemu Suninen    | Mikko Markkula    | Ford Fiesta WRC       | WRC    | 6'36"5 | +3"3     | 2     |
| 5    | 2   | Elfyn Evans      | Daniel Barritt    | Ford Fiesta WRC       | WRC    | 6'37"6 | +4"4     | 1     |

## Classifiche mondiali

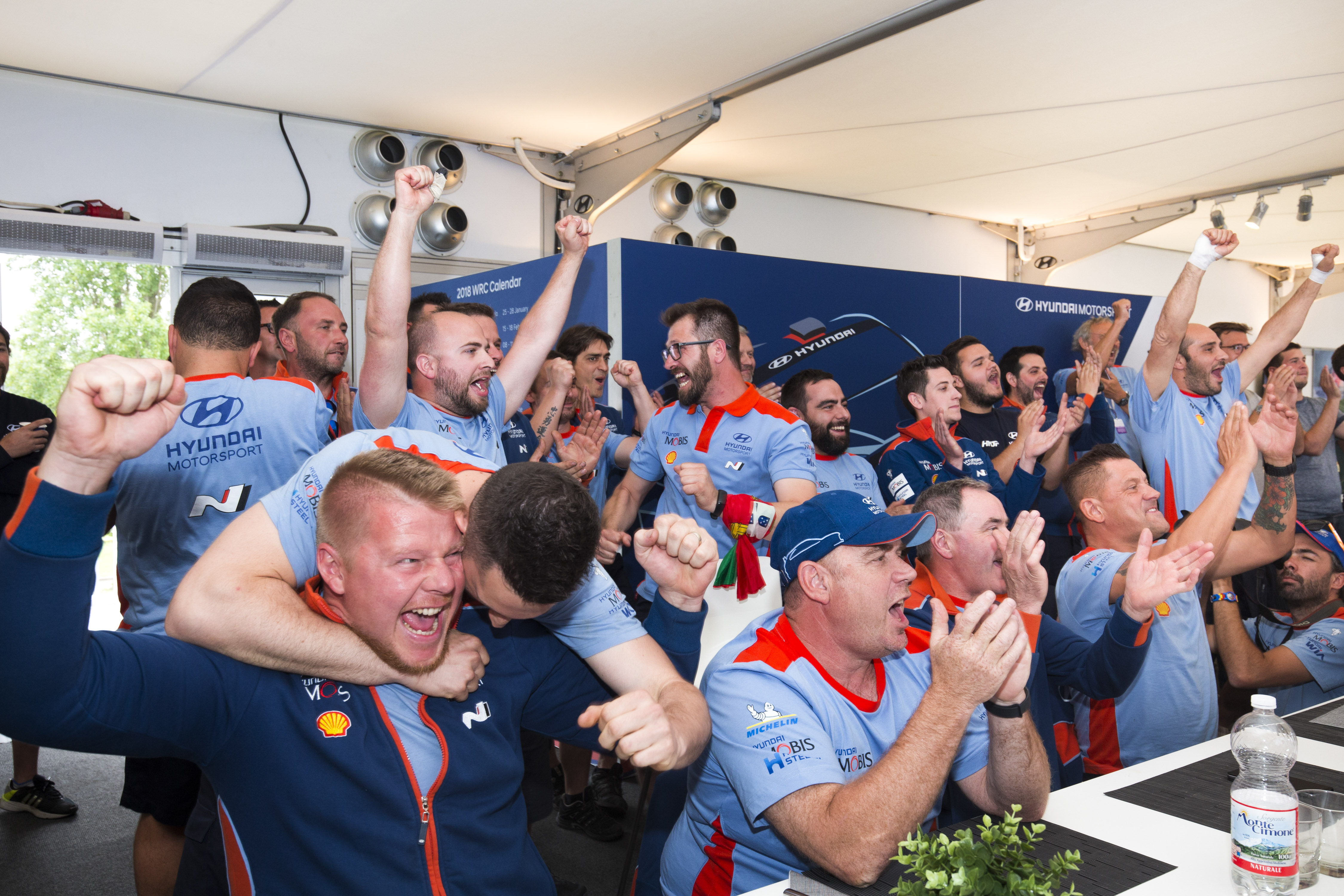
La squadra Hyundai festeggia la vittoria a la conquista della prima posizione nella classifica piloti

Classifica piloti
| Pos. | Pos. | Pilota             | Punti |
| ---- | ---- | ------------------ | ----- |
| 1    | 1    | Thierry Neuville   | 119   |
| 2    | 1    | Sébastien Ogier    | 100   |
| 3    |      | Ott Tänak          | 72    |
| 4    | 1    | Dani Sordo         | 60    |
| 5    | 2    | Esapekka Lappi     | 55    |
| 6    | 2    | Andreas Mikkelsen  | 54    |
| 7    | 2    | Elfyn Evans        | 45    |
| 8    | 2    | Kris Meeke         | 43    |
| 9    | 1    | Jari-Matti Latvala | 31    |
| 10   |      | Craig Breen        | 26    |
| 11   | 4    | Teemu Suninen      | 23    |
| 12   | 1    | Mads Østberg       | 16    |
| 13   | 2    | Sébastien Loeb     | 15    |
| 14   |      | Pontus Tidemand    | 11    |
| 15   | 3    | Hayden Paddon      | 10    |
| 16   |      | Jan Kopecký        | 5     |
| 17   |      | Bryan Bouffier     | 4     |
| 18   |      | Gus Greensmith     | 2     |
| 19   | N    | Łukasz Pieniążek   | 2     |
| 20   | 1    | Pedro Heller       | 1     |
| 21   | 2    | Yoann Bonato       | 1     |
| 22   | N    | Stéphane Lefebvre  | 1     |

Classifica co-piloti
| Pos. | Pos. | Pilota             | Punti |
| ---- | ---- | ------------------ | ----- |
| 1    | 1    | Nicolas Gilsoul    | 119   |
| 2    | 1    | Julien Ingrassia   | 100   |
| 3    |      | Martin Järveoja    | 72    |
| 4    | 1    | Carlos del Barrio  | 60    |
| 5    | 2    | Janne Ferm         | 55    |
| 6    | 2    | Anders Jæger       | 54    |
| 7    | 1    | Paul Nagle         | 43    |
| 8    | 2    | Daniel Barritt     | 35    |
| 9    | 1    | Miikka Anttila     | 31    |
| 10   | 1    | Scott Martin       | 26    |
| 11   | 5    | Mikko Markkula     | 23    |
| 12   | 2    | Torstein Eriksen   | 16    |
| 13   | 2    | Daniel Elena       | 15    |
| 14   | 1    | Jonas Andersson    | 11    |
| 15   | 3    | Sebastian Marshall | 10    |
| 15   | 3    | Phil Mills         | 10    |
| 17   |      | Pavel Dresler      | 5     |
| 18   |      | Xavier Panseri     | 4     |
| 19   |      | Craig Parry        | 2     |
| 20   | N    | Przemysław Mazur   | 2     |
| 21   | 1    | Pablo Olmos        | 1     |
| 22   | 2    | Benjamin Boulloud  | 1     |
| 23   | N    | Gabin Moreau       | 1     |

Classifica costruttori WRC
| Pos. | Pos. | Squadra                     | Punti |
| ---- | ---- | --------------------------- | ----- |
| 1    |      | Hyundai Shell Mobis WRT     | 175   |
| 2    |      | M-Sport Ford WRT            | 162   |
| 3    |      | Toyota Gazoo Racing WRT     | 140   |
| 4    |      | Citroën Total Abu Dhabi WRT | 111   |